# Rhopilema
Rhopilema es un género de medusas escifozoas de la familia Rhizostomatidae.

## Especies
- R. esculentum Kishinouye 1891.
- R. hispidum  Vanhoffen 1888.
- R. nomadica
- R. rhopalophora
- R. rhopalophorum Haeckel 1880.
- R. verrilli[1]

## Alimentación humana
Rhopilema esculentum es una especie comestible.